# Technal
Technal presente en Europa, América Latina, Sudáfrica. Se dedica a la fabricación y comercialización de sistemas de carpintería de aluminio para la arquitectura y la decoración.

## Historia
En 1960, André Bos funda la sociedad Alusud para concebir sistemas de carpintería en aluminio. La empresa Alusud de 225 m², estaba situada en el barrio Amidonniers de Toulouse. André Bos empezó diseñando perfiles y pletinas anodizadas.
La empresa contacta con carpinteros, metalistas, cerrajeros y cristaleros. Esta colaboración ha permitido el análisis y la posterior elaboración de un sistema de escaparates de tiendas en los años 60. La actividad se desarrolla en el Suroeste de Francia.
En los años 70, André Bos orienta la actividad hacia el extranjero. Se crea Technal International. En 1986, Technal Export gestiona las licencias en Líbano, África del Sur y la Costa de Marfil. La creación de una “Joint-venture” será la respuesta al mercado de Oriente Medio.  Entonces la empresa empieza a exportar al Caribe, Océano Índico y Pacífico, África Occidental, norte de África, América Central, América del Sur y Asia. En 2000 se crea la “Joint-venture” en Baréin.

## Logotipo

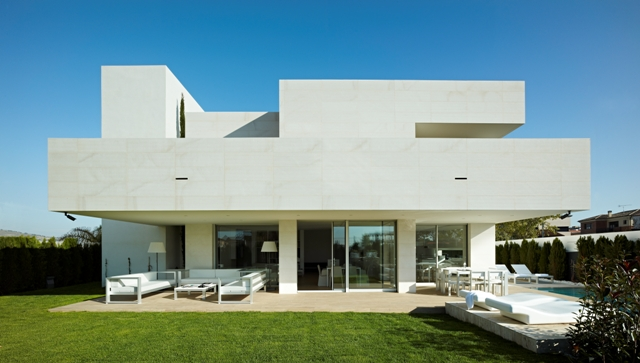
Vivienda Unifamiliar Vilafranca del Penedès (Barcelona)

La historia del logo de Technal está simbolizada por uno de sus productos: la referencia 4114. 
En 1960, el primer logo incorpora el nombre de la empresa, Alusud. En 1969, la letra A estilizada se convierte en emblema de Alusud. 
En 1970, la empresa se abre al mercado internacional. El nombre y la representación gráfica del perfil 4114 se unen y nace el logo. El perfil ranura 4114 se convierte en el símbolo del sistema Technal. Este cambio da nuevo nombre a la empresa: Alusud se convierte en Technal.
En 1983, la marca y el logo están asociados. Dos años más tarde, se desarrolla la carta gráfica y el logo se difunde internacionalmente.
En 1995, cambia de nuevo el logo.

## Actividad

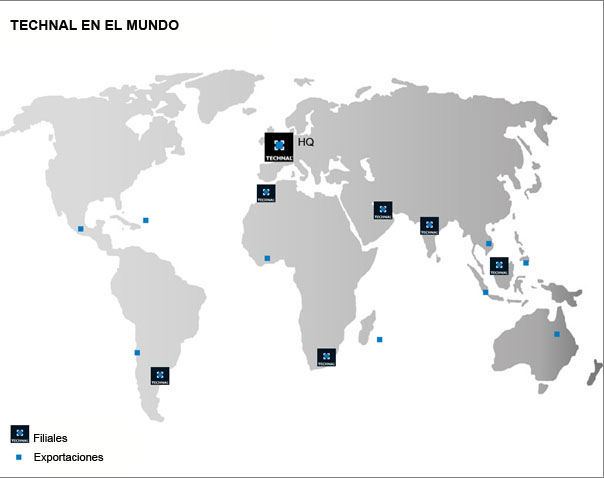
Technal en el Mundo

Technal comercializa sus productos a través de carpinteros de aluminio y cristaleros. En 1981, se crea una red de instaladores homologados - La red Aluminier Technal -  para garantizar al utilizador final una fabricación y una colocación conforme a la normativa vigente.
Dicha red existe en Francia, España y Portugal. Technal también se dirige a los arquitectos, constructoras y propiedades de una forma directa y continua colaborando desde el inicio del proyecto hasta su realización.

La principal materia prima con la cual trabaja Technal es el aluminio.
Puertas, ventanas correderas, ventanas practicables, barandillas, fachadas son los diferentes productos de carpintería que comercializa Technal.
Technal  en su sede central de Toulouse (Francia)  tiene su centro de desarrollo
de productos y un centro de investigación que colabora con los diferentes equipos internacionales. Dicho centro está equipado con un taller de producción de prototipos  ensayados en los bancos de prueba.
Technal cuenta con un laboratorio de ensayos que certifica la conformidad de las carpinterías de acuerdo a la normativa vigente y a las perfomancias definidas internamente y por los organismos de control y certificación.
Technal también trabaja para la reciclabilidad de sus productos en las fábricas del grupo.

## Technal en el mundo
Technal está presente en unos 70 países del mundo
Las operaciones se llevan a cabo desde la sede central en Toulouse, Francia, y desde las filiales en el sudeste de Asia, Oriente Medio, India, Sudamérica, Sudáfrica y Marruecos.
Technal cuenta una red de distribución oficial llamada Aluminier Technal, con la cual homologa a distribuidores de todo el mundo para los proyectos realizados con la marca.

## Muro Cortina
Technal es pionero en tecnología para muro cortina, poniendo a disposición del industrial una oficina técnica capaz de dar asistencia en cuanto a cálculos estructurales, materiales y diseños.
Actualmente disponen de las series Tental 50, Tental 60 y GEODE para fachadas entramadas, encoladas y ajunquilladas.

## Lumeal XXL
La perfilería Lumeal XXL, exculsiva de Technal, permite realizar diseños panorámicos de gran tamaño y elevado peso en sistemas correderos. Este tipo de perfilería es el elegido por diseñadores y arquitectos en composiciones modernistas o cubistas de alto nivel.